# Graham Ritchie (Prähistoriker)
James Neil Graham Ritchie (* 17. September 1942 in Edinburgh; † 27. April 2005 ebenda) war ein schottischer Prähistorischer Archäologe. Er erforschte hauptsächlich die Ur- und Frühgeschichte Schottlands und verfasste über 100 Bücher und Publikationen.

## Leben und Werk
In Edinburgh besuchte Graham Ritchie die Arbroath High School, wo sein Vater W. F. Ritchie alte Sprachen unterrichtete. Er schrieb sich dann an der Universität Edinburgh ein, wo er Englisch studieren wollte. Die Vorlesungen des Archäologen Stuart Piggott (1910–1996) beeindruckten ihn sehr, so dass er beschloss, prähistorische Archäologie zu studieren. 1964 schloss er diese Studienrichtung mit dem akademischen Titel Master ab und setzte sie mit einem Doktoratsstudium fort, in dem er sich auf keltische Verteidigungswaffen spezialisierte. 1968 wurde ihm der Doktorgrad verliehen. Die Ergebnisse seiner Forschungen publizierte er 1985 zusammen mit seinem Vater in dem Buch Celtic Warrior. In der Zeit seines Doktoratsstudiums war er bereits bei wichtigen Ausgrabungen im Einsatz, so bei den Abschlussarbeiten der von Charles Thomas geleiteten Untersuchungen bei Gwithian, auf Ardwall Island vor der Küste von Galloway und zusammen mit seinem Lehrer Piggott bei Wayland’s Smithy am Ridgeway National Trail.
1968 heiratete er die Archäologin Anna Bachelier, die er später bei ihren eigenen Ausgrabungen auf Orkney unterstützte und mit der er zahlreiche Publikationen gemeinsam verfasste. Das Paar hatte einen Sohn und eine Tochter.
Ab 1965 arbeitete Graham Ritchie als Ausgräber für die „Royal Commission on the Ancient and Historical Monuments of Scotland“, die gerade an einem Inventar der vor- und frühgeschichtlichen Fundplätze in Lanarkshire und Argyll arbeitete. An Inventory of the Ancient Monuments of Lanarkshire wurde 1978 publiziert. Es kostete aber mehr als 20 Jahre Arbeit, bis Ritchie das Werk Argyll: an inventory of the monuments fertigstellen konnte, das zwischen 1971 und 1992 in sieben Bänden publiziert wurde.
Von 1996 bis 1998 war Graham Ritchie Chef der Archäologie bei der Royal Commission on The Ancient and Historical Monuments of Scotland, für die er seit 1965 kontinuierlich gearbeitet hatte. Von 1999 bis 2002 war er Präsident der Society of Antiquaries of Scotland. Ebenso war er Fellow der Society of Antiquaries of London.

## Werke (Auswahl)
- mit Anna Ritchie: Scotland. Archaeology and Early History (= Ancient Peoples and Places. Bd. 99). Thames & Hudson Ltd., London 1981, ISBN 0-500-02100-7.
- mit Anna Ritchie: The Ancient Monuments of Orkney. Edited by Patrick Ashmore. Her Majesty’s Stationery Office, Edinburgh 1995, ISBN 0-11-495734-7.
- mit Audrey S. Henshall: The Chambered Cairns of Sutherland. An Inventory of the Structures and Their Contents. Edinburgh University Press, Edinburgh 1995, ISBN 0-7486-0609-2.
- als Herausgeber: The Archaeology of Argyll. Edinburgh University Press, Edinburgh 1997, ISBN 0-7486-0645-9.
- mit Anna Ritchie: Scotland. An Oxford Archaeological Guide (= Oxford Archaeological Guides).  Oxford University Press, Oxford u. a. 1998, ISBN 0-19-288002-0.
- mit Audrey S. Henshall: The chambered cairns of the central Highlands. An inventory of the structures and their contents. Edinburgh University Press, Edinburgh 2001, ISBN 0-7486-0643-2.